# Костильоле-д’Асти
Костильоле-д’Асти (итал. Costigliole d'Asti) — коммуна в Италии, располагается в регионе Пьемонт, в провинции Асти.
Население составляет 5981 человек (2008), плотность населения составляет 162 чел./км². Занимает площадь 37 км². Почтовый индекс — 14055. Телефонный код — 0141.
Покровительницей коммуны почитается Пресвятая Богородица (Дева Мария Лоретская), празднование 10 декабря.

## Демография
Динамика населения:

## Города-побратимы
- Вайнсберг, Германия (2000)

## Администрация коммуны
- Официальный сайт: http://www.costigliole.it

## Галерея

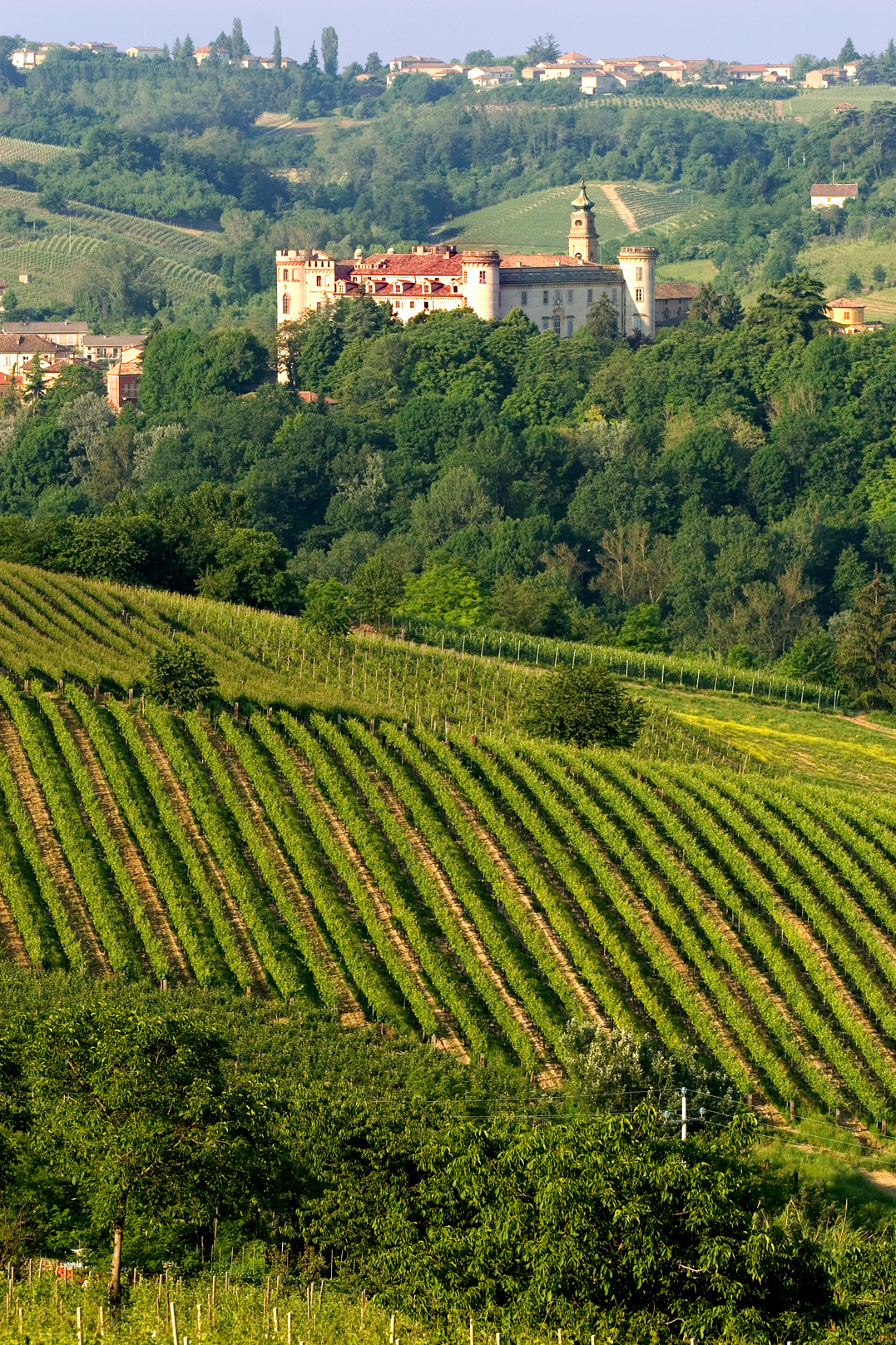
Il castello di Costigliole d'Asti
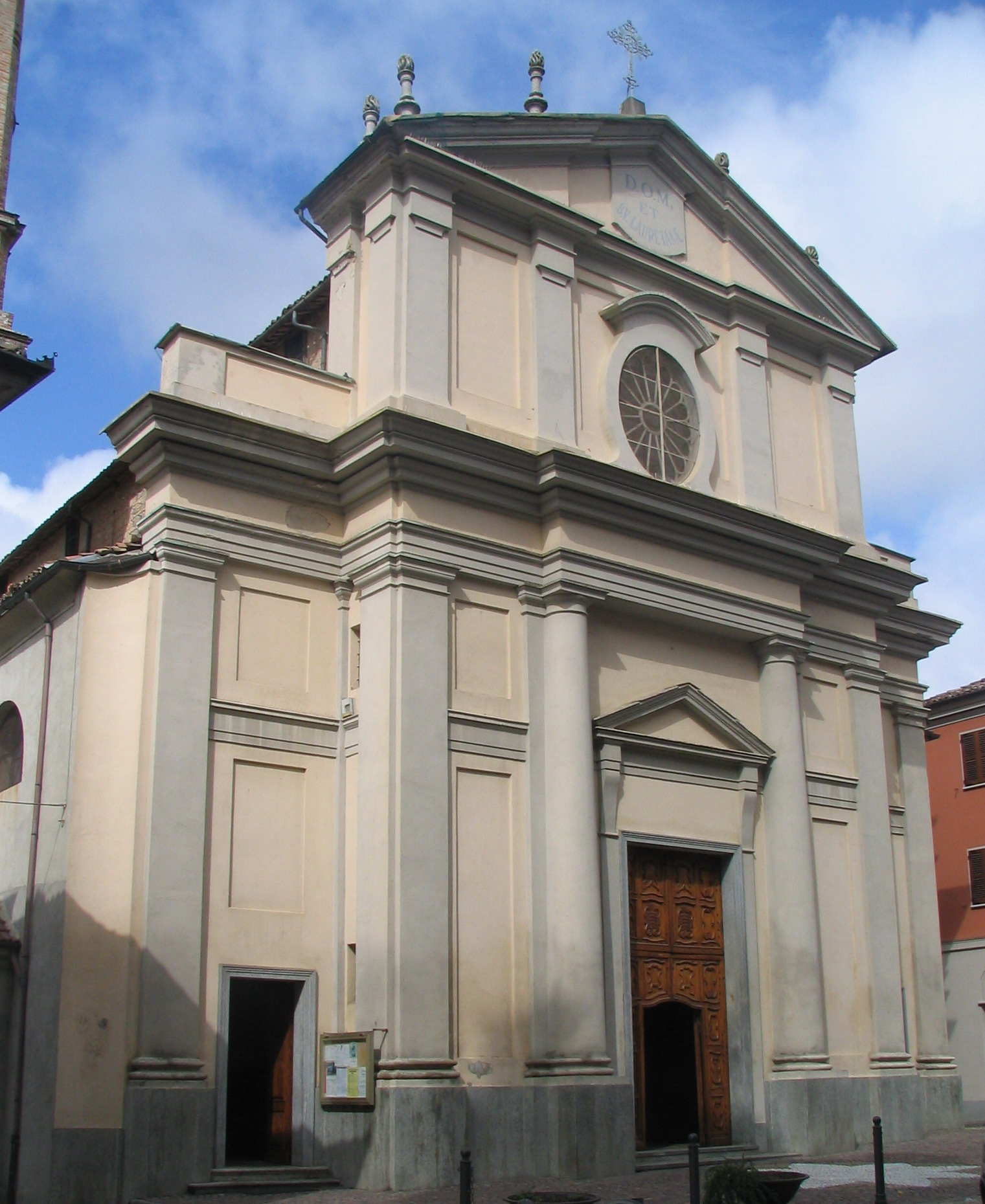
Приходской храм Пресвятой Богородицы (Nostra Donna di Loreto)
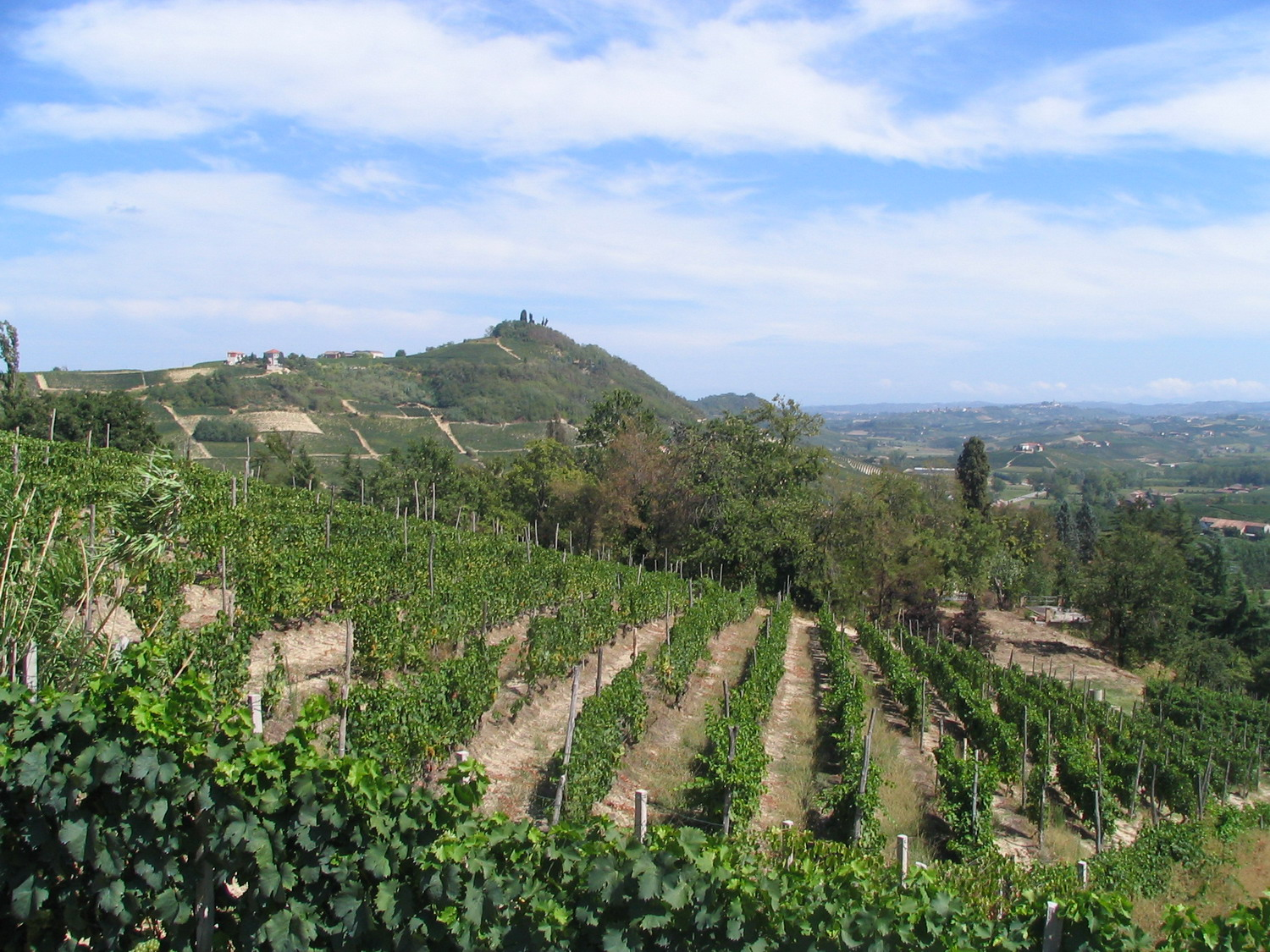
Veduta del Bricco Lù
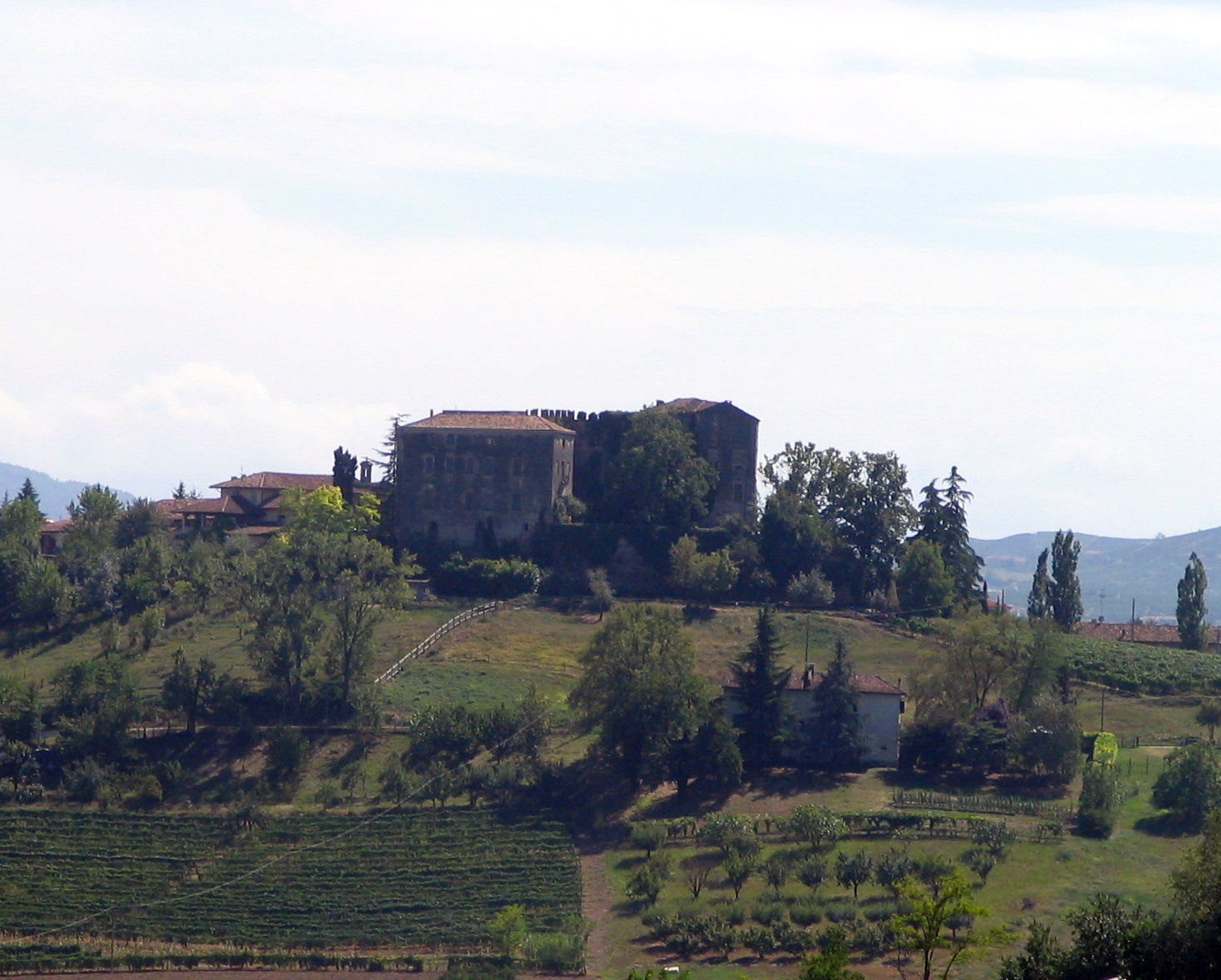
Veduta del castello di Burio
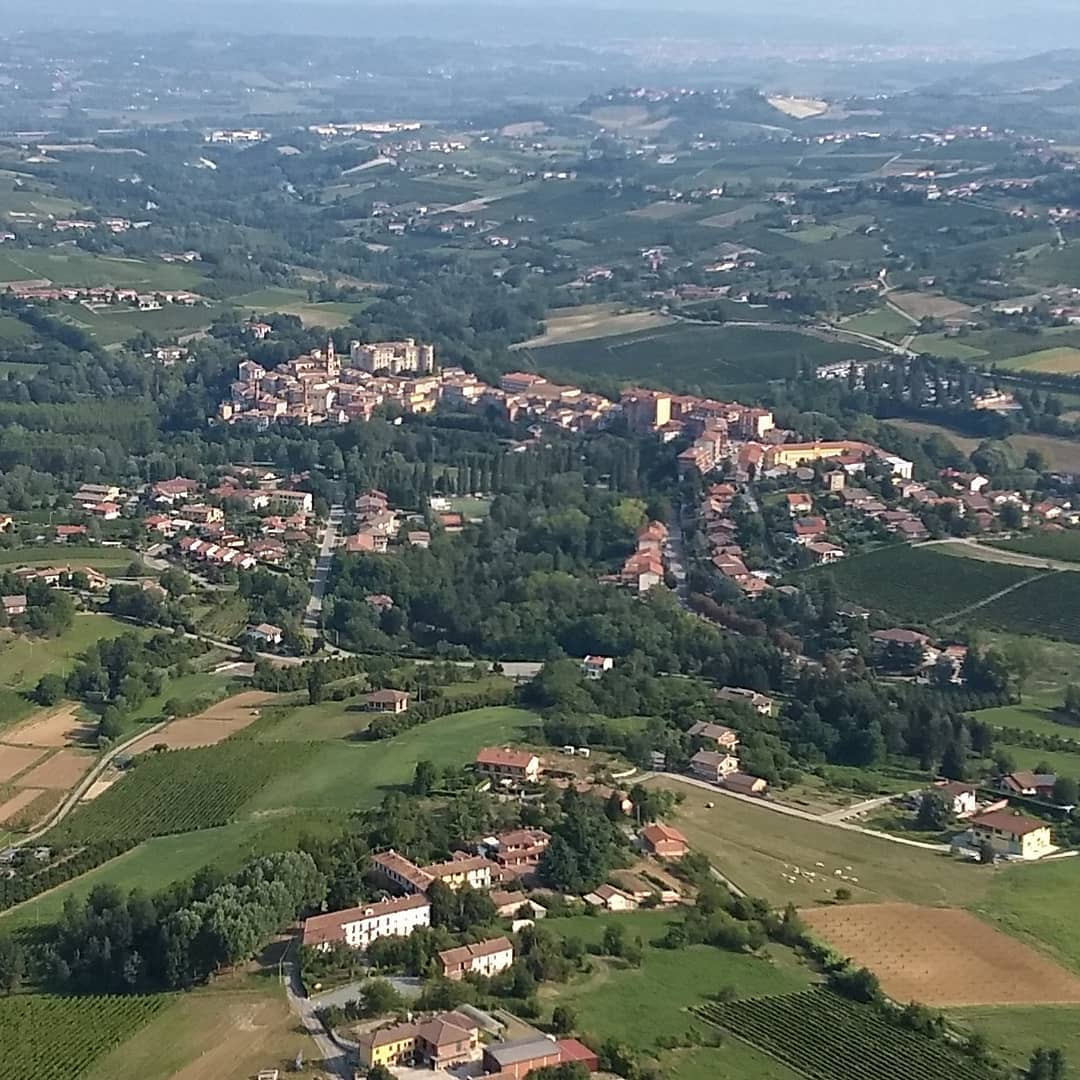
Veduta aerea di Costigliole d'Asti